# Union des Démocrates pour le Développement
Union des Démocrates pour le Développement (UDD, engl.: Union of Democrats for Development) eine politische Partei im Inselstaat Komoren. Sie unterstützte die Regierung von Said Mohamed Djohar.

## Geschichte
Die Partei wurde von Ibrahim Halidi geführt und hatte ihre Basis auf Anjouan. Sie unterstützte die Regierung von Präsident Said Mohamed Djohar.
In den Parlamentswahlens 1992 errang die UDD den zweiten Platz nach Stimmen und wurde die größte Partei in der Unionsversammlung mit sieben der 42 Sitze. Nach der Wahl wurde Halidi zum Premierminister ernannt.
Vor der vorgezogenen Parlamentswahl 1993 bildete die UDD eine Allianz mit der neugegründeten Rassemblement pour la Démocratie et le Renouveau (RDR) von Djohar. Die RDR gewann 28 der 42 Sitze in der Unionsversammlung.